# Nefropatia induzida por contraste
Nefropatia induzida por contraste é uma forma de insuficiência renal aguda associada a exposição recente a material de radiocontraste sem que haja outra causa clara.